# Flydende helium
Ved normalt tryk eksisterer grundstoffet helium i en flydende form ved den meget lave temperatur −269 °C (omkring 4 K eller −452.2 °F). Heliums kogepunkt og kritiske punkt kommer an på hvilken isotop af helium der er tale om: den mest normale isotop helium-4 eller den mere sjældne isotop helium-3. Disse er de eneste to stabile isotoper af helium. tætheden af flydende helium-4 ved dets kogepunkt og med et tryk på 1 atmosfære (101.3 kilopascal) er omkring 0.125 gram (enhed) pr. cm3, eller Ca. 1/8 tætheden af flydende vand.

## Fortætning
Helium blev for første gang fortættet d. 10 Juli 1908, af den hollandske fysiker Heike Kamerlingh Onnes ved Leiden universitetet i Holland. Dengang var helium-3 ukendt fordi at massespektrometri endnu ikke var blevet opfundet. I nyere årtier er flydende helium blevet brugt meget som en kryoteknisk nedkøler, og flydende helium er også blevet produceret kommercielt til brug i superledende magneter f.eks. dem brugt i MR-scanning , NMR-spektroskopi og eksperimenter i fysik, f.eks. mössbauerspektroskopi ved lave temperaturer.

## Karakteristika
Temperaturen man skal bruge for at producere flydende helium er så tæt på 0 kelvin fordi tiltrækningskraften mellem helium atomerne er meget lav. Disse intermolekylære kræfter i helium er svage i forvejen fordi helium er en ædelgas, men de intermolekylære kræfter bliver reduceret endnu mere pga. kvante fysik. Disse er meget væsentlige i helium pga. dets lave atommasse på omkring 4 atommasseenheder. Nulpunktsenergien af flydende helium er mindre hvis dets atomer er mindre indskrænkede af deres naboer. Derfor kan flydende heliums nulpunktsenergi falde pga. en naturligt forekommende stigning i sit gennemsnit af interatomisk distance. Ved større distancer, bliver effekterne af de interatomiske kræfter i helium endnu svagere.
Pga. de meget svage Intermolekylær krafter i helium, vil det forblive en væske ved atmosfærisk tryk hele vejen fra sit fortætnings punkt og helt ned til det absolutte nulpunkt. Flydende helium størkner kun ved meget lave temperaturer og stort tryk. Ved temperaturer under deres fortætnings punkter, vil både helium-4 and helium-3 gennemgå transitioner til supervæsker. (Se skemaet nedenunder.)
Flydende helium-4 og den sjældne helium-3 er ikke helt blandbare. Under 0.9 kelvin ved deres mættede damptryk, vil en blanding at de to isotoper gennemgå en faseadskillelse til en normal væske (bestående hovedsageligt af helium-3) som flyder på en tættere supervæske bestående hovedsageligt af helium-4.[kilde mangler] Denne faseadskillelse sker fordi den samlede masse af flydende helium kan reducere sin termodynamiske entalpi ved adskillelse.
Ved ekstremt lave temperaturer kan den superflydende fase, bestående hovedsageligt af helium-4, indeholde op imod 6% helium-3. Dette gør det muligt at lave fortyndings køleskabe i små mængder, disse kan lave temperaturer på få millikelvin.
superflydende helium-4 har substantielt forskellige egenskaber end normalt flydende helium.

## Data
| egenskaber af flydende helium                            | Helium-4 | Helium-3                           |
| -------------------------------------------------------- | -------- | ---------------------------------- |
| kritisk temperatur                                       | 5.2 K    | 3.3 K                              |
| kogepunkt ved en atmosfæres tryk                         | 4.2 K    | 3.2 K                              |
| Laveste smelte tryk                                      | 25 atm   | 29 atm ved 0.3 K                   |
| Superflydende transitions temperatur ved mættet damptryk | 2.17 K   | 1 mK ved fraværet af et magnetfelt |

## Galleri
- Flydende helium (i en vakuum flaske) ved 4.2 K og 1 atm som langsomt koger.
- Lambdapunkt transition: mens væsken bliver nedkølet ned gennem 2.17 K, bliver kogningen pludseligt kraftig i et øjeblik.
- Superflydende fase ved en temperatur under 2.17 K. I denne tilstand, bliver varmeledningsevnen ekstremt høj. Dette får varme i midten af væsken til at blive flyttet til væskens overflade så hurtigt at fordampning kun forekommer ved væskens overflade. derfor er der ikke nogen gas bobler i midten af væsken.

## Eksterne links
- He-3 and He-4 phase diagrams, etc. Arkiveret 3. juni 2016 hos  Wayback Machine
- Helium-3 phase diagram, etc. Arkiveret 12. oktober 2004 hos  Wayback Machine
- Onnes's liquifaction of helium Arkiveret 9. februar 2018 hos  Wayback Machine
- Kamerlingh Onnes's 1908 article, online and analyzed on BibNum Arkiveret 18. februar 2018 hos  Wayback Machine [for English analysis, click 'à télécharger']